# Chip Beck
Chip Beck, född 12 september 1956 i Fayetteville i North Carolina är en amerikansk golfspelare.
Beck började att spela golf då han var tio år gammal. Han studerade vid University of Georgia och blev professionell 1978 och vann fyra tävlingar på den amerikanska PGA-touren.
Beck var den andre av fem golfare (Al Geiberger, Phil Mickelson, David Duval, Annika Sörenstam) som har gått på 59 slag på en runda i en officiell proffstävling i USA, Las Vegas International 1991. Han blev tvåa i 1993 års Masters Tournament och deltog i det amerikanska Ryder Cup-laget 1989, 1991 och 1993.
Från 1993 dalade hans karriär och fram till att han fyller 50 år, då han får spela på Champions Tour så spelar han tävlingar på Nationwide Tour.

## Meriter

### Segrar på PGA-touren
- 1988 Los Angeles Open Presented by Nissan,  USF&G Classic
- 1990 Buick Open
- 1992 Freeport-McMoRan Golf Classic